# Campionati mondiali juniores di bob 2004
I Campionati mondiali juniores di bob 2004, diciottesima edizione della manifestazione organizzata dalla Federazione Internazionale di Bob e Skeleton, si sono disputati il 5 e il 9 febbraio 2004 a Cortina d'Ampezzo, in Italia, sulla pista olimpica Eugenio Monti (dal 2003 intitolata al pluricampione olimpico e mondiale Eugenio Monti), il tracciato sul quale si svolsero le competizioni del bob ai Giochi di Cortina d'Ampezzo 1956 e le rassegne iridate juniores del 1991, del 1993, del 1996 e del 1998. La località veneta sita ai piedi delle Dolomiti ha quindi ospitato le competizioni mondiali di categoria per la quinta volta nel bob a due uomini e nel bob a quattro.

## Risultati

### Bob a due uomini
La gara si è disputata il 5 febbraio 2004 nell'arco di due manches ed hanno preso parte alla competizione 20 compagini in rappresentanza di 9 differenti nazioni.
| Pos. | Atleti                              | Nazione    | Tempo   | Distacco |
| ---- | ----------------------------------- | ---------- | ------- | -------- |
|      | Jānis Miņins Juris Latišs           | Lettonia-1 | 1:47.86 |          |
|      | Urs Hefti Beat Hefti                | Svizzera-1 | 1:48.23 | +0.37    |
|      | Karl Angerer Andreas Udvari         | Germania-2 | 1:48.34 | +0.48    |
| 4    | Christoph Gaisreiter Alexander Mann | Germania-1 | 1:48.41 | +0.55    |
| 5    | Thomas Florschütz Norman Dannhauer  | Germania-3 | 1:48.49 | +0.63    |
| ...  | ...                                 | ...        | ...     | ...      |
| 9    | De Biasio Marco Danilo Santarsiero  | Italia-3   | 1:49.67 | +1.81    |

### Bob a quattro
La gara si è disputata il 9 febbraio 2004 nell'arco di due manches ed hanno preso parte alla competizione 10 compagini in rappresentanza di 6 differenti nazioni.
| Pos. | Atleti                                                                    | Nazione    | Tempo   | Distacco |
| ---- | ------------------------------------------------------------------------- | ---------- | ------- | -------- |
|      | Jānis Miņins Juris Latišs Ainārs Podnieks Inesis Zaporožecs               | Lettonia-1 | 1:46.06 |          |
|      | Thomas Florschütz Ronny Listner Norman Dannhauer Thomas Müller (bobbista) | Germania-3 | 1:46.26 | +0.20    |
|      | Karl Angerer Christian Reppe Andreas Udvari Thomas Pöge                   | Germania-2 | 1:46.36 | +0.30    |
| 4    | Christoph Gaisreiter Alexander Mann Stephan Seeck Martin Putze            | Germania-1 | 1:46.59 | +0.53    |
| 5    | Francisco Baños Urs Hefti Beat Hefti Christian Aebli                      | Svizzera-1 | 1:46.68 | +0.62    |
| ...  | ...                                                                       | ...        | ...     | ...      |

## Medagliere
| Posizione | Nazione  | Oro | Argento | Bronzo | Totale |
| --------- | -------- | --- | ------- | ------ | ------ |
| 1         | Lettonia | 2   | 0       | 0      | 2      |
| 2         | Germania | 0   | 1       | 2      | 3      |
| 3         | Svizzera | 0   | 1       | 0      | 4      |
| Totale    | Totale   | 2   | 2       | 2      | 6      |